# Benjamin Huntsman

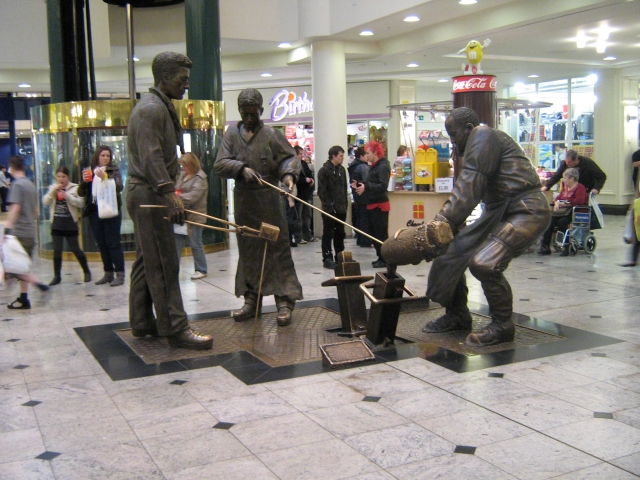
Homenatge a Huntsman.

Benjamin Huntsman (4 de juny de 1704 – 20 de juny de 1776) va ser un inventor anglès i un fabricant d'acer de gresol.

## Biografia
Huntsman va néixer dins una família de grangers Quakers a Epworth, Lincolnshire. Els seus pares eren alemanys immigrats a Anglaterra pocs anys abans del seu naixement.
Huntsman va començar els seus negocis com a rellotger i fabricant d'eines a Doncaster, Yorkshire. També va practicar la cirurgia de manera experimental.
Huntsman va fer experiments sobre la fabricació de l'acer, primer a Doncaster i l'any 1740 es traslladà a Handsworth, South Yorkshire, prop de Sheffield. Finalment, després de fer molts experiments, Huntsman va ser capaç de fabricar un acer de gresol adequat dins de gresols d'argila i utilitzant carbó de coc com a combustible en els forns. Els fabricant de coberteria locals van refusar comprar l'acer de fosa de Huntsman donat que era més dur que l'acer alemany al qual estaven avesats. Durant molt de temps Huntsman exportà tota la seva producció a França. Huntsman no patentà el seu procés, que va romandre en secret fins que un fundador d'acer, anomenat Walker, el va descobrir 
El negoci de Huntsman va passar al seu fill, William Huntsman (1733–1809).